# TRW Automotive
TRW Automotive con sede a Livonia (Michigan) fu un fornitore globale di prodotti automotive (OEM e Aftermarket). Nel 2015 viene acquisita da ZF Friedrichshafen e rinominata in ZF TRW Automotive Holdings Corp.
TRW fu parte della "Thompson Ramo Wooldridge" ovvero TRW Inc. del 1958.

## Storia
Quando la Northrop Grumman comprò la TRW Inc. nel 2002, la divisione TRW automotive venne venduta al private equity Blackstone Group. TRW Automotive divenne pubblica nel febbraio 2004 (IPO), dopo che Blackstone deteneva il 56.7% in TRW, Northrop Grumman, 17.2%, e TRW management, 1.7%.
Il 15 settembre 2014, viene annunciata la cessione alla tedesca ZF Friedrichshafen per 13,5 miliardi di US$ incluso i debiti. Il takeover venne completato il 15 maggio 2015, e TRW Automotive ora opera in ZF Friedrichshafen AG, Division 'Active & Passive Safety Technology'.

## Storia Automotive
- 1904 - Prima valvola in due pezzi per Winton Motors Company
- 1909 - Wooden wheels per Ford Model T
- 1928 - Freno di stazionamento per Ford
- 1932 - Composite Brake Drum
- 1935 - Wedge/Roller Actuated Drum Brake
- 1939 - Standard per freno idraulico
- 1946 - Power brake systems
- 1952 - Sterzo per Chrysler New Yorker
- 1957 - Disc Brake System - Europa
- 1964 - Valvola freno proporzionale
- 1964 - Disc Braking System - Nord America
- 1967 - Sterzo Rack and pinion
- 1968 - Anti-Lock Braking System (ALBS)
- 1972 - Sterzo Power rack and pinion
- 1979 - Colette Front Calipers
- 1986 - ABS sulle ruote posteriori
- 1987 - Cinture di sicurezza pre-tensionate
- 1988 - Serratura a controllo remoto Remote keyless entry system
- 1989 - Interruttori made in TRW Sunderland
- 1994 - Sistema di ritegno dei passeggeri nell'abitacolo
- 1994 - 4WD ABS per General Motors
- 1994 - Airbag frontali
- 1994 - Produzione Single-source del Vehicle Occupant Restraint System
- 1994 - Propellente solido per Airbag e sensori
- 1996 - Electronic Actuation System con Brake Assist
- 1998 - Electrically Powered Hydraulic Steering
- 2001 - Airbag Rollover Canopy System
- 2001 - Electrically Powered Steering
- 2001 - Vehicle Stability Control
- 2002 - Active Control Retractor
- 2002 - Adaptive Cruise Control
- 2002 - Electric Park Brake
- 2003 - Weight-based Occupant Classification System
- 2004 - Tecnologia di ignizione airbag con esplosivo al silicone
- 2004 - Touch Sensor Technology
- 2005 - Active Dynamic Control per sospensioni attive
- 2006 - Non-rotating driver airbag technology
- 2006 - Slip Control Boost freni ibridi
- 2007 - Efficient Climate Control sistema di climatizzaazione
- 2007 - Electric Drum-in-Hat sistema frenante
- 2007 - ESC-R sistema frenenate per veicoli ibridi
- 2008 - Active Buckle Lifter sistema di cinture di sicurezza
- 2008 - First Lane Keeping System, sterzo elettrico
- 2008 - Head protection per veicoli cabriolet
- 2008 - Scalable Airbag Electronic Control Unit
- 2015 - Acquisizione da parte di ZF Friedrichshafen

## Sponsorizzazioni
- TRW Automotive sponsorizza il FIRST robotic team (Team #308) di Walled Lake